# Jindřich Břetislav
Jindřich Břetislav (? – 15. června 1197 Cheb) byl od roku 1182 pražský biskup a v letech 1193–1197 současně též českým knížetem z dynastie Přemyslovců (jménem Břetislav III., v latinských listinách Henricus).

## Původ
Jindřich Břetislav byl syn Jindřicha Přemyslovce (bratra krále Vladislava II.) a jeho manželky Markéty. V mládí studoval na Pařížské univerzitě a po návratu ze studií byl vysvěcen na kněze a jmenován proboštem Vyšehradské kapituly (1178–1182). 25. března 1182 jej pražská kapitula zvolila biskupem jako nástupce zemřelého biskupa Valentina (Vališe) a 23. května byl v Mohuči vysvěcen na biskupa salcburským arcibiskupem Vojtěchem III.

## Počátek boje omoc
Již v mládí se Jindřich Břetislav vyznačoval velkou ctižádostí. V biskupském úřadě se snažil církev vymanit z podřízenosti světské moci a omezit výběr daní od duchovních. Kolem roku 1186 se vystupňovaly jeho rozpory s bratrancem Děpoltem II., který spravoval území na Chrudimsku, Čáslavsku a Vraclavsku. Podle kronikáře Jarlocha zde Děpolt nechal své úředníky libovolně zasahovat do správy biskupských statků. Proto Jindřich na toto území uvalil interdikt, čímž Děpolta donutil „k zadostiučinění“. Kníže Bedřich s kněžnou Alžbětou se dopouštěli podobných činů, proto si biskup snad již 11. listopadu 1186 v Hasslochu stěžoval u císaře.

## Pražský biskup říšským knížetem
Na počátku roku 1187 odjel za císařem Friedrichem Barbarossou se stížností proti knížeti. Císař rozhodnutí odložil na jednání říšského sněmu v Řezně. Bedřich sám se jednání neúčastnil, pouze vzkázal, že Jindřich neměl právo si na svého knížete stěžovat. To německé duchovenstvo i císař považovali za urážku. 5. března 1187 biskupu Jindřichovi císař předal zlatou bulu, v níž byl jmenován říšským knížetem podřízeným přímo císaři, nezávislým na českém panovníkovi. Tím však také došlo k dočasnému rozkolu mezi církví a českým státem, neboť biskupské statky již nespadaly do pravomoci českého panovníka. Říšský knížecí titul pražského biskupa však zanikl se skonem Jindřicha Břetislava a jeho nástupce Daniel II. byl již opět dosazen českým knížetem.

## Upevnění závislosti na Fridrichu Barbarossovi
Když u Neapole 9. září 1191 zemřel Konrád II. Ota, stál Jindřich Břetislav v boji o trůn proti dosazenému Václavu II. na straně svého bratrance Přemysla Otakara I. Václav II. byl zvolen novým knížetem, panoval však pouze tři měsíce. V lednu 1192 odcestoval biskup Jindřich Břetislav za novým císařem Jindřichem VI., aby podpořil dosazení Přemysla Otakara na český trůn.
| „         | To se stalo léta od vtělení Slova 1192. Na jeho počátku se řečený pražský biskup Jindřich obrátil na císaře Jindřicha proti Václavovi a pro své příbuzné Přemysla a Vladislava získal pro jednoho české knížectví, pro druhého Moravu, přičemž slíbil a zavázal se za ně šesti tisíci markami. | “ |
| — Jarloch | |   |

Nový kníže Přemysl Otakar I. se zdráhal úplatu Jindřichovi VI. zaplatit. Této nepříjemnosti se chtěl Jindřich Břetislav vyhnout, a proto se rozhodl vydat na pouť do Santiaga de Compostela. Císař však jeho průvod v Německu zastavil a přinutil ho vrátit se do Čech. Když byla do podzimu 1192 zaplacena jen část úplaty, musel se dát Jindřich Břetislav císaři do zástavy tím, že střídavě pobýval na císařském dvoře a na císařském hradu v Chebu.

## Jindřich Břetislav českým knížetem
Nakonec se císař s Jindřichem Břetislavem dohodl, že mladého Přemysla Otakara I. zbaví trůnu. V červnu 1193 pak Jindřichovi Břetislavu propůjčil hodnost českého knížete výměnou za slib zaplacení závratné sumy 6 tisíc hřiven stříbra. Jindřich Břetislav se pak v srpnu 1193 vypravil do Čech, kde nebyl vítán a Přemysl proti němu vytáhl s vojskem. V rozhodující chvíli však Přemysla zradila šlechta, když u Zdic přeběhla k Jindřichovu průvodu. Přemysl se opevnil v Praze, podporován pražskými měšťany se statečně bránil až do Vánoc, nakonec ale musel uniknout za hranice. Azyl nalezl pravděpodobně na dvoře svého švagra Albrechta Míšenského a později u svého dalšího příbuzného Albrechta z Bogenu.
Jindřich Břetislav upevnil svoji moc tím, že posledního protivníka moravského markraběte Vladislava Jindřicha vzal s sebou do Prahy po vojenském tažení na Moravu v létě 1194. Potom soustředil ve své osobě veškerou moc v zemi, což mu umožňovaly jeho vazby na německého císaře. Na jeho rozkaz pak táhl proti míšeňskému markraběti Albrechtovi.

## Konec vlády
Dne 6. prosince 1195 vyhlásil Jindřich VI. další křížovou výpravu, v níž Jindřich Břetislav slíbil účast. Vzhledem k nepokojům v Neapolsku se výprava zdržela a Jindřich Břetislav mezitím vážně onemocněl.
| „         | Také český kníže Jindřich, který byl též biskupem té země, ozdoben s mnoha svými muži znamením kříže, připravoval se na tutéž cestu a přál si vyrazit, kdyby pan římský císař nebyl zadržen nějakými záležitostmi stran Saska, které ho zaskočily a vyrušily. | “ |
| — Ansbert | |   |

Dne 13. března 1197 vjel do Prahy papežský legát kardinál Petr z Kapuy. Jeho úkolem bylo získat podporu pro křížovou výpravu a napravit poměry mezi českým duchovenstvem. Čeští kněží museli obnovit slib čistoty, zdrženlivosti ve styku s ženami. V té době se zdravotní stav Jindřicha Břetislava zhoršil, čehož chtěl využít Přemysl Otakar I. k znovuzískání trůnu. Jindřich se nechal ve zhoršeném zdravotním stavu převést do klidnějšího Chebu, kde 15. června 1197 zemřel.
| „                       | Téhož roku zachvátila vzpomínaného kníže a biskupa Jindřicha nemoc, která ho již dlouho sužovala. Nakonec zemřel 15. června v noci na svatého Víta, jež tehdy připadla na neděli. | “ |
| — Kronika tzv. Ansberta | |   |

Byl pohřben v bazilice kláštera premonstrátek v Doksanech, kde byly prelátkami jeho sestry.